# Peromyscus stirtoni
Peromyscus stirtoni é uma espécie de roedor da família Cricetidae.
Pode ser encontrada nos seguintes países: El Salvador, Guatemala, Honduras e Nicarágua.